# Szymańskiite
La szymańskiite è un minerale.